# Gedichtzyklus
Ein Gedichtzyklus ist eine mehrere Gedichte zu einer übergeordneten Einheit zusammenfassende literarische Großform, die von einem gesteigerten künstlerischen Bau- und Formwillen zeugt. Das einzelne Gedicht erhält, über seine Eigenständigkeit hinaus, im Kontext des Zyklus betrachtet eine neue Funktion und unter Umständen eine neue Bedeutung bzw. zusätzliche Deutungsaspekte.

## Erläuterung
Ein Ideal der zyklischen Bauweise kann es sein, alle Gedichte des Zyklus um eine in jedem Teil des Ganzen präsente, aber ungenannte oder nur aus dem Ganzen bestimmbare Mitte kreisen zu lassen, so dass sich die Gedichte, analog zu einer musikalischen Kompositionsform, als   Variationen auf ein Thema darstellen. Eine zyklische Konzeption kann sich auf das lyrische Gesamtwerk eines Dichters ausdehnen, so z. B. bei Oskar Loerke: die als Zyklen konzipierten Gedichtbände bilden selbst wiederum einen einzigen großen Zyklus. Innerhalb eines Gedichtbandes, der als Zyklus konzipiert ist, gibt es oft wiederum kleinere Unterzyklen, z. B. in der Form einzelner „Bücher“ oder „Teile“ – so besteht z. B. Stefan Georges Der siebente Ring aus sieben als Zyklen angelegten Büchern.
In einem weiteren Sinne des Begriffs wird auch ein mehrteiliges Gedicht – etwa mehrere nummerierte Gedichte unter einem gemeinsamen Titel – als Gedichtzyklus bezeichnet, so z. B. von Rainer Maria Rilke Gedichte wie Die Insel (3-teilig) oder Die Parke (7-teilig).
Für die moderne Lyrik gewann der Gedichtzyklus Les Fleurs du Mal (Die Blumen des Bösen) von Charles Baudelaire eine herausragende Bedeutung als Besinnung auf einen neuen Gestaltungswillen. Baudelaire legte, besonders in der ersten Auflage, einen großen Wert auf eine innere, auch zahlenmäßige, Architektonik seines Gedichtbands. Damit waren Prinzipien des Barocks und auch der mittelalterlichen Dichtung erneut zu einer Geltung gebracht und mit spezifisch modernen Inhalten verbunden.
Weniger stark strukturierte Zusammenstellungen von Gedichten eines Autors werden meist als Gedichtsammlung oder, wenn es sich auf eine bestimmte Veröffentlichung bezieht, als Gedichtband bezeichnet.

## Bekannte Gedichtzyklen
- Charles Baudelaire: Les Fleurs du Mal
- Bertolt Brecht: Bertolt Brechts Hauspostille, Buckower Elegien
- Catull: Lesbia-Zyklus
- Annette von Droste-Hülshoff: Das geistliche Jahr
- Stefan George: Das Jahr der Seele, Der Teppich des Lebens und die Lieder von Traum und Tod mit einem Vorspiel, Der siebente Ring, Der Stern des Bundes
- Johann Wolfgang Goethe: Römische Elegien
- Johann Wolfgang Goethe: West-östlicher Divan
- Conrad Ferdinand Meyer: Huttens letzte Tage
- Novalis: Hymnen an die Nacht
- Francesco Petrarca: Canzoniere
- August von Platen-Hallermünde: Die Abbassiden. Ein Gedicht in neun Gesängen
- Rainer Maria Rilke: Das Stundenbuch, Gedichte an die Nacht, Duineser Elegien, Die Sonette an Orpheus, Les Roses
- Arthur Rimbaud: Les Illuminations (Prosagedichte)
- Dante Gabriel Rossetti: The House of Life
- William Shakespeare: The Sonnets
- Georg Trakl: Sebastian im Traum

### Gegenwartslyrik
- Jürgen Kross: u. a. sichtwechsel, zwiesprachen, fremdgut
- Paulus Böhmer: Kaddish I-XXI
- Achim Amme: Noahs Paarty
- Norbert Sternmut: Strahlensatz